# Station Marseille Saint-Charles
Station Marseille Saint-Charles (Frans: Gare de Marseille Saint-Charles, ook simpelweg Gare Saint-Charles) is het hoofdstation van de Franse havenstad Marseille. Dit kopstation is het zuidelijke einde van de historische spoorlijn Parijs - Marseille en het westelijke einde van de internationale spoorlijn Marseille - Ventimiglia. Ook eindigen de kleinere spoorlijnen Lyon - Marseille via Grenoble en L'Estaque - Marseille op Saint-Charles.
Het station werd op 8 januari 1848 geopend door de Chemins de fer de Paris à Lyon et à la Méditerranée (PLM) op het land van de voormalige begraafplaats Saint-Charles. Het huidige stationsgebouw van architect Joseph-Antoine Bouvard dateert van 1896. De trappen aan de voorzijde van het station met zicht op de boulevard d'Athènes werden in 1926 geopend. Het station ligt op ruim een kilometer afstand van de centrale Vieux-Port.
Het station wordt bediend door de TGV vanuit Parijs die over zijn eigen hogesnelheidslijn, de LGV Méditerranée, Marseille binnenrijdt.

## Galerij

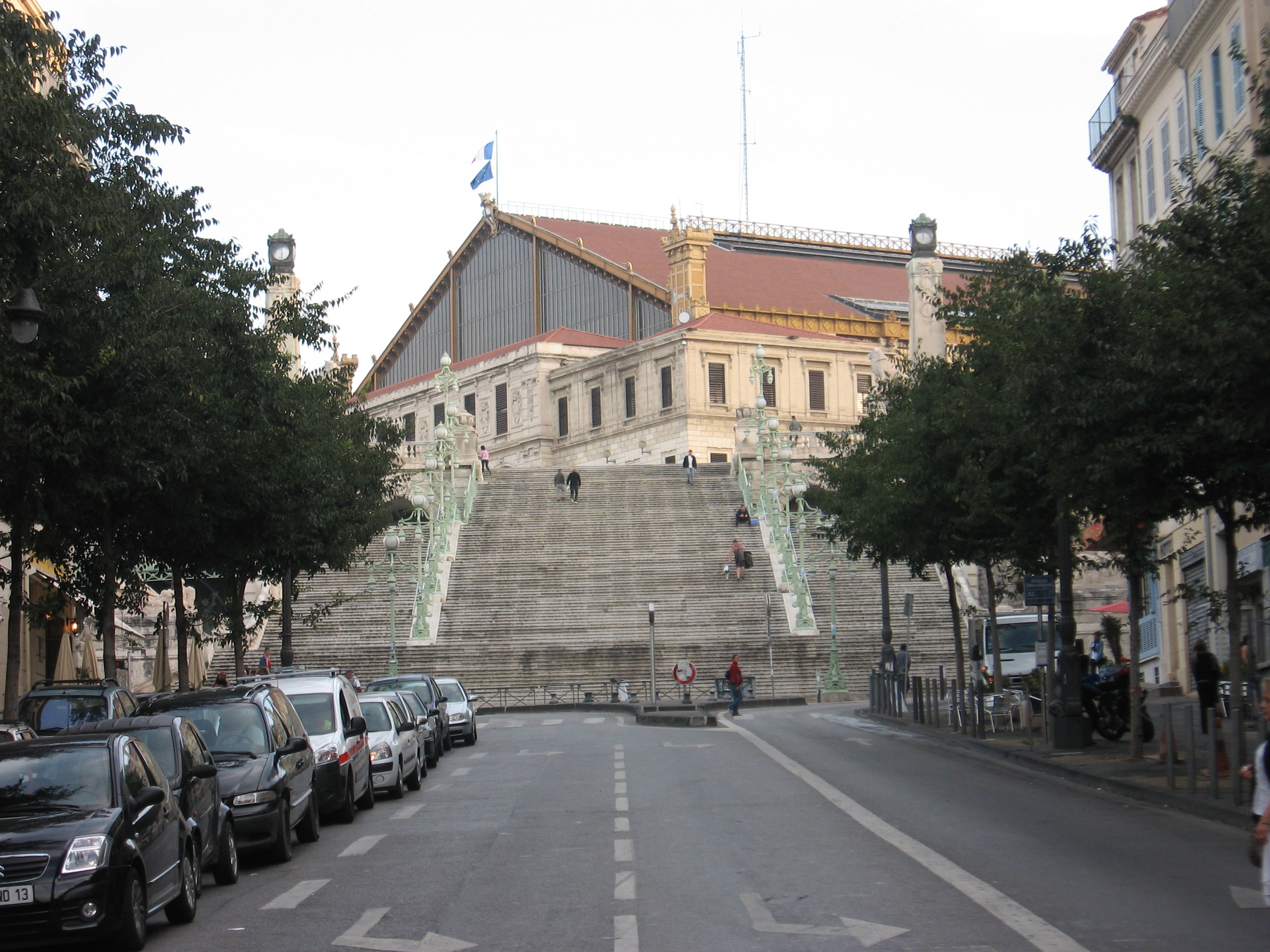
Zicht op de trappen
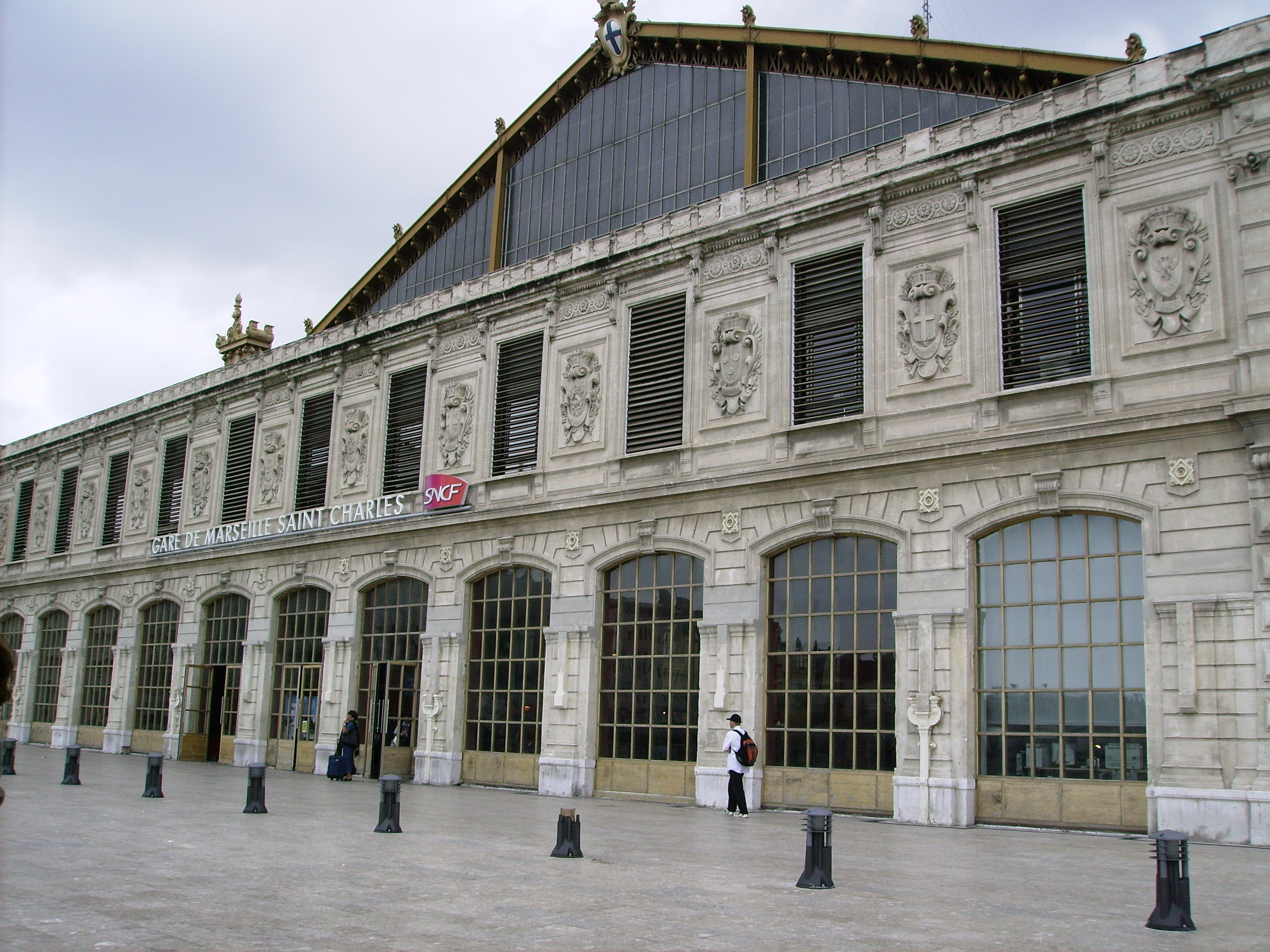
Gevel